# 伶话
伶话是被稱作伶人的一群苗族人所使用的一種語言，是一種漢、苗混合語言，使用者主要分布在广西龙胜，使用人口約兩萬人（1991），伶人一般在村內使用伶話，外出則使用桂北官話。

何丹鵬(2009)调查了广西龙胜平等乡太平村的伶话方言。

## 語言架構
伶話的聲母有28個，韻母29個，聲調有陰平、陽平、上聲、去聲四個聲調。中古漢語的同一聲母或韻母在伶話中常有兩個讀法，除了固有讀法之外，還有受桂北官話影響產生的新讀法。在固有讀法中有連讀變調的情形，新讀法中則無。